# Marquesat de La Alameda
El Marquesat de La Alameda  és un títol nobiliari espanyol creat pel rei Carles III el 16 de desembre de 1761 a favor de Bartolomé José de Urbina y Ruiz de Zurbano, natural de Vitòria (Àlaba).

## Titulars
- Bartolomé José (Ortiz) de Urbina y Ruiz de Zurbano, I Marquès de la Alameda.
- Luis Francisco de Urbina y Ortiz de Zárate, II .
- Ramón de Urbina y Gaytán de Ayala, III.
- María Luisa Urbina y Salazar, IV.
- Josefa Ortes de Velasco y Urbina, V i IV comtessa consort de Villafuertes.[2]
- José María Zavala y Ortes de Velasco, VI.
- Pilar de Zavala y Bustamante, VII Marquesa de la Alameda i VI comtessa de Villafuertes.
- Ramón de Verástegui y Zavala, VIII Marquès de la Alameda i VII comte de Villafuertes.
- Iñigo de Verástegui y Cobián, IX Marquès de la Alameda i VIII comte de Villafuertes.